# Shennongjia
Shennongjia (en chino, 神农架; pinyin, Shénnóngjià (escuchar)ⓘ) es una subprefectura administrada como Distrito forestal. Se ubica al noroeste de la Provincia de Hubei, República Popular China. Su área es de 3232 km² y su población total para 2019 superó los 75 mil habitantes. 

## Administración
La situación administrativa de Shennongjia es bastante especial, ya que es la única unidad administrativa a nivel de condado del país que es asignada como "distrito forestal" (林区), permitiéndose estar administrado directamente por el gobierno provincial, al igual que una ciudad-prefectura, pero con menos autonomía, sin embargo más adaptada a sus necesidades de cuidar el medio ambiente. 
El Distrito forestal fue creado en 1970 a partir de las zonas adyacentes de los condados Badong (巴东县), Xingshan (兴山县), y Fang (房县). 
La ciudad-subprefectura de Shennongjia se divide en 8 pueblos que se administran en 5 poblados, 2 villas y 1 villa étnica, siendo la capital el poblado de Songbai (松柏镇).
| Nombre                       | Chino          | Pinyin                  |
| ---------------------------- | -------------- | ----------------------- |
| Poblado Songbai              | 松柏镇         | Sōngbǎi Zhèn            |
| Poblado Yangri               | 阳日镇         | Yángrì Zhèn             |
| Poblado Hongping             | 红坪镇         | Hóngpíng Zhèn           |
| Poblado Muyu                 | 木鱼镇         | Mùyú Zhèn               |
| Poblado Xinhua               | 新华镇         | Xīnhuá Zhèn             |
| Villa Songluo                | 宋洛乡         | Sòngluò Xiāng           |
| Villa Jiuhu                  | 九湖乡         | Jiǔhú Xiāng             |
| Villa étnica Xiaguping Tujia | 下谷坪土家族乡 | Xiàgǔpíng Tǔjiāzú Xiāng |

## Toponimia
El topónimo Shennongjia [/shen·nong-chiá/] lo toma directamente de las montañas Shennongjia, una franja de la cordillera Daba (大巴山) que se extiende por el norte del Yangtsé. Shennongjia viene del nombre de la mítica deidad y legendario emperador Shennong y jia, que significa escalera: literalmente, "la escalera de Shennong, después de que se dijo que Shennong utilizaba una escalera para subir y bajar de la montaña y que más tarde, la escalera se convirtió mágicamente en un bosque profundo.

## Economía
La zona es montañosa y muy boscosa, lo que históricamente hizo de la industria forestal la principal actividad económica. Más de 100 mil metros cúbicos de madera se produjeron en el distrito cada año desde 1960 hasta la década de 1980 (más de 1 000 000 de metros cúbicos en la década de 1970), pero a finales de 1990 empezó la conservación de los bosques. Oficialmente la tala de bosques naturales cesó por completo en marzo de 2000. 
La agricultura es poca (2% de la tierra es cultivo), pero la ciudad intenta ser conocida por las plantas de té; además de ello hay operaciones mineras en todo el distrito con minas de fosfato, hierro, plomo, zinc, cobre, arcilla y silicio. Pequeñas centrales hidroeléctricas utilizan la energía de los ríos y arroyos
En promedio, el área sigue siendo relativamente pobre, con un PIB per cápita inferior a cualquiera de las unidades a nivel de prefectura de Hubei, el turismo crece lo que supone que la economía también lo haga.

## Transporte
La carretera nacional china 209 (209国道) de 3435 km que va desde Hohhot hasta Beihai pasa por la región, pero no tiene mejoras y las partes pavimentadas son escasas y se confunde con el resto de las vías, la mayoría de sus visitantes entran por la frontera sur. La ruta Provincial Hubei 307 corre a través del noreste del distrito.
Debido al terreno montañoso, el distrito no tiene ferrocarril o transporte de agua , y hasta hace poco sin transporte aéreo. A pesar de las dificultades de terreno la construcción del aeropuerto Shennongjia  (神农架红坪机场) comenzó en abril de 2011 con una inversión de 1000 millones de yuanes, pero con muchas contras debido al daño del ecosistema. Situado al oeste del poblado Hongping a 2584 m s. n. m., el aeropuerto abrió sus puertas en mayo de 2014 y se proyecta que mueva 250 000 pasajeros en el año 2020.

## Reserva natural
La reserva natural Shennongjia yace entre los montes Daba y Wudang y el río Yangtsé, fue establecida por el gobierno provincial de Hubei en marzo de 1982 y reconocida por el concejo de estado en julio de 1986. Cubre 3250 km² y su variado paisaje va desde los 498 m.s.n.m hasta los 3150 en la cima de sus montañas, más de 30 picos superan los 2500 m, lo que la ubica los mayores contrastes de terreno en toda China central.
Según las estadísticas locales habitan más de 54 tipos de especie animal: 190 de aves, 12 de reptiles y 8 de anfibios, tal cantidad representa el 81% del endemismo de 33 órdenes biológicos de China. La reserva es hogar también de 1131 especies de plantas, desde pinos hasta helechos.
Hay una oficina de supervisión de 79 efectivos con personal calificado y 2 estaciones de policía. Hay aldeas dispersas en toda la reserva con una población de más de 7000 habitantes y su base económica es la ganadería y el cultivo de hierbas medicinales. Para apoyar a sus residentes el gobierno local aporta incentivos y exonera impuestos.
Patrimonio de la Humanidad
El 17 de julio de 2016, la 40.ª sesión del Comité del Patrimonio Mundial decidió en la ciudad turca de Estambul incluir la zona de Shennongjia en la Lista de Patrimonio Natural de la Humanidad, lo que eleva a 50 los lugares chinos declarados como patrimonio de la Unesco.